# Altimetria
L'altimetria és la determinació i la mesura de les altituds d'un lloc o d'una regió donada en relació amb el nivell mitjà del mar. La seva determinació serveix generalment per a la concepció d'un mapa topogràfic on les altituds s'indiquen en forma de punts locals o sota la forma de corbes de nivell o isohipses.

## Mètodes de mesurament de l'altitud
El mesurament de l'altitud en si es pot fer de molt diverses maneres: 
- Anivellament (respecte a una superfície de la Terra): 
  - mesurant diferències d'altitud geomètriques amb el nivell topogràfic
  - mesurant diferències d'alçada físiques amb l'indicador de nivell d'aigua
- Trigonometria - mesurant angles d'elevació i línies obliqües (vegeu anivellament trigonomètric i taquimetria)
- Utilitzant el sistemes satel·litaris GPS - o el GNSS (anivellament per GPS)
- Per mesurament del temps de trànsit de les ones de so a l'aigua, com per exemple el sonar
- Per mesurament de temps de trànsit de les microones en un radar d'ona contínua
- baromètricament - mitjançant el mesurament de les diferències de pressió d'aire amb un baròmetre aneroide 
  - Altimetria baromètrica en geodèsia
  - Altímetre per a la cartografia i el senderisme
  - Altitud baromètrica en l'aviació
- gravimètricament - amb un gravímetre (→ altitud dinàmica)
- fotogramètricament - mitjançant l'avaluació de parells d'imatges estereoscòpiques des de l'aire.
- Per teledetecció, per exemple, ones o radar (→ Interferometria de radar d'obertura sintètica) - mitjançant el mesurament de temps de trànsit del làser
  - Des de l'aire (→ Escaneig làser)
  - Des de l'espai (→ altimetria per satèl·lit, mètodes làser de geodèsia per satèl·lit, radar SRTM).